# Ян Френкел
Ян Абрамович Френкел (21 ноември 1920 г., Киев – 25 август 1989 г., Рига, СССР) е популярен съветски украински композитор и изпълнител от еврейски произход.

## Биография
Ян Френкел е руски съветски композитор, роден в Киев, Съветски съюз. Първоначално му е преподавано на цигулка от баща му, а по-късно учи класическа цигулка в Киевската консерватория при Якоб Магазинер и пиано. По време на Втората световна война е евакуиран в Оренбург, където постъпва в Оренбургското противовъздушно военно училище (Зенитное училище) и свири на цигулка в оркестъра на кино „Аврора“. През 1942 г. служи на фронта и е ранен. След болницата, от 1943 г. свири във военния оркестър. След войната, от 1946 г. живее в Москва, където пише оркестрови аранжименти и свири на цигулка в малки оркестри.
Започва да композира песни през 60-те години. Първата му е песента Gody („Годините“), написана по текст на Марк Лисиански. По време на по-късната си кариера той работи в сътрудничество с много изтъкнати съветски музиканти, включително Михаил Танич, Игор Шаферан и съпрузите Константин Ваншенкин и Инна Гоф. Благодарение на Марк Бернес песента му „Журавли“ става голям хит. Френкел изнася концерти, в които изпълнява собствена музика. По време на тези концерти публиката обикновено се присъединява. Неговите песни са включени в репертоара на много съветски изпълнители. Той също се появява във филма The Elusive Avengers, за който композира музика.
Ян Френкел умира на 25 август 1989 г. в Рига (както е предсказано в песента му Avgust („Август“) по текст на Инна Гоф). Съпругата му Наталия почива в средата на 90-те години, но дъщеря му Нина живее в Италия от 80-те години. Неговият внук Иън Френкел е музикант (пианист и аранжор) в Оркестъра на бреговата охрана на САЩ.

## Памет
Както е съобщено от фен сайта на композитора, членове на съветската управляваща бюрокрация организират кампания срещу „Жеравите“, позовавайки се на религиозния подтекст на песента. Случаят е издигнат чак до съветския генсек Леонид Брежнев, който постановява „допустимо да се изпълнява, но не твърде често“.
Френкел е прототипът на крокодила Гена, измислен, дружелюбен крокодил в поредицата популярни анимационни филми Крокодилът Гена, Чебурашка и Шапокляк.